# Xai-Xai
Xai-Xai (autrefois João Belo) est une ville du Mozambique et la capitale de la province de Gaza. Elle est située près du littoral du canal de Mozambique (océan Indien), au bord du fleuve Limpopo, à 210 km au nord-est de Maputo. Sa population s'élevait à 116 343 habitants au recensement de 2007.

## Histoire

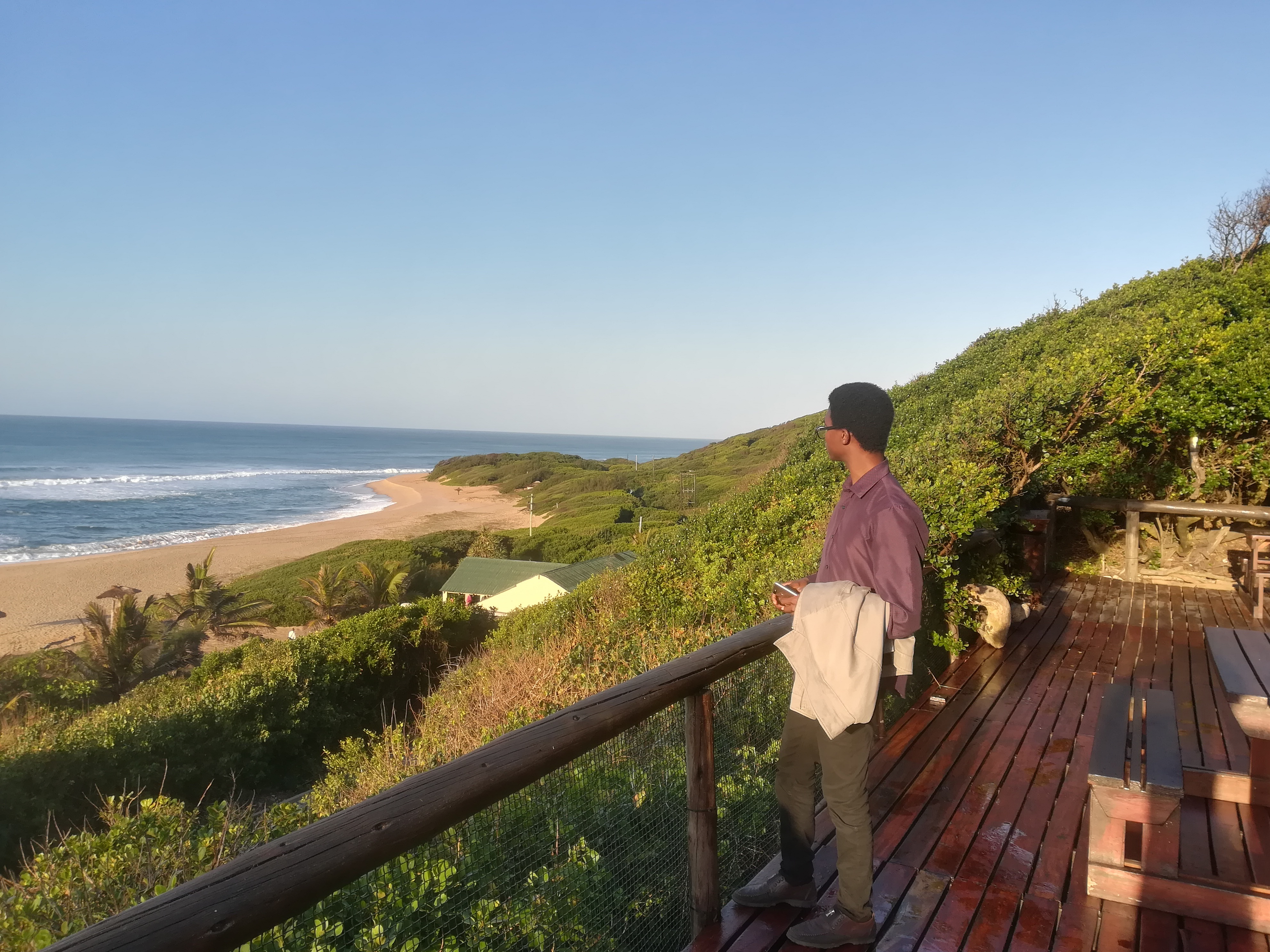
Vue sur la plage depuis Chongoene.

La ville connut un rapide développement au début du XXe siècle, colonie portugaise, en profitant de l'essor du port de Lourenço Marques (aujourd'hui Maputo), même si son importance économique n'a jamais égalé celle de la plus grande ville du Mozambique.
Avant l'indépendance du Mozambique, en 1975, la ville était connue sous le nom de João Belo. Elle grandit et se développa grâce aux portugais comme centre administratif, port, centre industriel et agricole (production et transformation du riz et de la noix de cajou). Elle fournissait également des services, ayant un hôpital de district et des banques. Le tourisme était également important grâce aux plages.
Xai-Xai fut durement touchée par les inondations provoquées par le débordement du Limpopo en 2000, des bâtiments se retrouvant sous 3 mètres d'eau.

## Population
| 1935  | 1940  | 1970   | 1991   | 1997    | 2007    |
| ----- | ----- | ------ | ------ | ------- | ------- |
| 4 000 | 2 700 | 63 949 | 93 500 | 103 251 | 116 343 |

## Religion
Xai-Xai est le siège d'un évêché catholique créé le 19 juin 1970.

## Personnalités et sportifs nés à Xai-Xai
- Juvenal Bucuane, poète et romancier.
- Libânio Teresa, footballeur.

## Jumelage
- Cascais, Portugal